# أليسون أبلتون
أليسون أبلتون (بالإنجليزية: Alison Appleton)‏ هي مصممة بريطانية، ولدت في 1965.

## وصلات خارجية
- الموقع الرسمي